# Fulfillingness’ First Finale
Az 1974-es Fulfillingness' First Finale Stevie Wonder tizenhetedik lemeze. Három Grammy-díjat nyert 1975-ben: legjobb férfi popénekes teljesítményért, év albuma és legjobb férfi R&B énekes teljesítményért (a Boogie On Reggae Woman dalért).
Szerepel az 1001 lemez, amit hallanod kell, mielőtt meghalsz című könyvben.

## Az album dalai
| 1. | Smile Please                          | Stevie Wonder | 3:28 |
| 2. | Heaven Is 10 Zillion Light Years Away | Wonder        | 5:02 |
| 3. | Too Shy to Say                        | Wonder        | 3:29 |
| 4. | Boogie On Reggae Woman                | Wonder        | 4:56 |
| 5. | Creepin'                              | Wonder        | 4:23 |

| 1. | You Haven't Done Nothin' | Wonder                | 3:23 |
| 2. | It Ain't No Use          | Wonder                | 4:01 |
| 3. | They Won't Go When I Go  | Wonder, Yvonne Wright | 5:59 |
| 4. | Bird of Beauty           | Wonder                | 3:48 |
| 5. | Please Don't Go          | Wonder                | 4:07 |

## Közreműködők
1. Smile Please
  - Stevie Wonder – ének, háttérvokál, Fender Rhodes, dob
  - Deniece Williams (mint Denise) – háttérvokál
2. Heaven Is 10 Zillion Light Years Away – 5:02
  - Stevie Wonder – ének, háttérvokál, Hohner clavinet, dob, Moog basszus
  - Larry "Nastyee" Latimer – háttérvokál
3. Too Shy to Say – 3:29
  - Stevie Wonder – ének, zongora
  - Sneaky Pete Kleinow – pedal steel gitár
4. Boogie On Reggae Woman – 4:56
  - Stevie Wonder – ének, Fender Rhodes, zongora, szájharmonika, dob, Moog basszus
  - Rocky Dzidzornu – konga
5. Creepin' – 4:22
  - Stevie Wonder – ének, háttérvokál, Fender Rhodes, szájharmonika, dob, Moog basszus, T.O.N.T.O. szintetizátor
  - Minnie Riperton – háttérvokál
6. You Haven't Done Nothin' – 3:22
  - Stevie Wonder – ének, Hohner clavinet, hi-hat, cintányér
  - dobgép
7. It Ain't No Use – 4:01
  - Stevie Wonder – ének, háttérvokál, Fender Rhodes, dob, Moog basszus
  - Deniece Williams – háttérvokál
8. They Won't Go When I Go" (Wonder, Yvonne Wright) – 5:58
  - Stevie Wonder – ének, háttérvokál, zongora, T.O.N.T.O. szintetizátor
9. Bird of Beauty – 3:48
  - Stevie Wonder – ének, Fender Rhodes, Hohner clavinet, dob, ütőhangszerek, Moog basszus
  - Sergio Mendes – portugál dalszöveg
10. Please Don't Go – 4:07
  - Stevie Wonder – ének, zongora, Fender Rhodes, szájharmonika, taps, dob, hi-hat, Moog basszus
  - Deniece Williams – háttérvokál

## Fordítás
- Ez a szócikk részben vagy egészben a Fulfillingness' First Finale című angol Wikipédia-szócikk ezen változatának fordításán alapul.  Az eredeti cikk szerkesztőit annak laptörténete sorolja fel. Ez a jelzés csupán a megfogalmazás eredetét és a szerzői jogokat jelzi, nem szolgál a cikkben szereplő információk forrásmegjelöléseként.